# 葛亦远
葛亦远（1918年7月—1998年3月8日），湖南湘潭人，是中国共产党安插在中華民國国民政府内的情報人员。1940年奉命打入国民党军统系统，深受器重，長期利用军统高级官员身分，接觸大量国民党机密。与同为中共潜伏情报员的沈安娜合作，收集並向中國共產黨提供大量機密情報，并在戴笠死后提供了完整军统组织的变化和人员名单（中国电视剧《潜伏》中主角余则成的经历部分是葛亦远军统潜伏的真实写照）。葛亦远结束谍报工作后，由董必武证明身份，獲中共集體通令嘉獎；董必武同时赞誉其配偶吴德明为“无名英雄”。解放后葛亦远长期在国安（调查部）、统战系统担任领导工作，直至离休。曾任中共上海市委统战部对台办主任、中共上海市委台湾事务办公室主持工作副主任。
葛亦远是“中国共产党卧底国民党军统的高级情报人员。1940年奉命打入国民党军统系统，是戴笠手下72贤与十三太保之一。”